# (33360) 1999 AK25
1999 أي كاي 25 (ويعرف أيضًا باسم (33360) 1999 أي كاي 25 وفق تسمية الكوكب الصغير) (بالإنجليزية: 1999 AK25)‏ هو كويكب ضمن حزام الكويكبات؛ وترتيبه 33360 من حيث الاكتشاف.
اكتُشف هذا الجُرم الفلكي بواسطة Sauro Donati ‏ في 15 يناير 1999.

## وصلات خارجية
- (33360) 1999 AK25 في قاعدة بيانات مختبر الدفع النفاث لأجرام النظام الشمسي الصغيرة

- الاكتشاف · مخطط المدار ·  العناصر المدارية · المعلمات المادية

- (33360) 1999 AK25 على موقع ويكي سكاي: DSS2, SDSS, GALEX, IRAS, Hydrogen α, X-Ray, Astrophoto, Sky Map, Articles and images